# 尼克·伊特金
尼克·伊特金（英語：Nick Itkin，1999年10月9日—）生于洛杉矶，是一名美国男子击剑运动员，主攻花剑。他的父母都是乌克兰人，其中父亲是一名前击剑选手，母亲和姐姐则都是前艺术体操选手。尼克七岁时受父亲的影响开始练习击剑，他的父亲也同时担任他的教练。尽管他同时拥有美国和乌克兰国籍，他仍选择代表美国而非乌克兰出赛。高中毕业后，他进入聖母大學修读政治科学专业，并加入该校校队参加美国校际比赛。